# Плютшайд
Плютшайд (нем. Plütscheid) — община в Германии, в земле Рейнланд-Пфальц. 
Входит в состав района Айфель-Битбург-Прюм. Подчиняется управлению Арцфельд.  Население составляет 305 человек (на 31 декабря 2010 года). Занимает площадь 12,68 км².